# Въоръжени сили на Кипър
Националната гвардия на Кипър (на гръцки: Εθνική Φρουρά) се наричат въоръжените сили на Република Кипър. В състава им влизат военновъздушни, сухопътни, военноморски и специални части, като е силно интегрирана със своите военновременни резерви от първа и втора линия, а също и граждански агенции и паравоенни части.

## История
Съгласно чл. 129 и чл. 132 на Конституцията на Република Кипър от 1960 г., веднага след обявавяване на независимостта са създадени и Въоръжените сили (ВС) на страната. Първоначално тяхната численост е 2000 души, от които 60% кипърски гърци и 40% кипърски турци. Военната служба не е била задължителна.
След събитията от 1963 – 1964 г. кипърските турци напуската ВС. Едновременно с това в Кипър са разположени гръцки войски с численост около 12 000 души (1 дивизия), които остават на остроова до 1967 г.
През 1963 г. е създаден Смесеният специален щаб, който през 1964 г. е преименуван на Главен щаб на Националната гвардия. През юни същата година е приет Законът за националната гвардия, с който е въведена задължителна военна служба и така започва създаването ВС на Кипър.
Първоначално Националната гвардия е попълнена с гръцки офицери и кипърски доброволци.
През август 1964 г. ВС на Кипър влизат в първата си битка – отблъскват въздушните нападения на турските ВВС в района на Тилирия и залива Ксерос. През 1967 г. се справят с ново предизвикателство – кризата в района на Кофинос.
През юли 1974 г. части от състава на Националната гвардия са използвани от гръцката хунта в преврата срещу президента на Кипър архиепископ Макариос, но по-голямата част от състава се обявява в защита на държавния ред. Това противопоставяне вътре в Националната гвардия води до понижаване на дисциплината и бойната готовност и като резултат ВС на страната не могат да дадат адекватен отпор на турското нашествие на острова, започнало на 20 юли 1974 г. под претекст, че защитава кипърските турци и конституционния ред.
По време на двете фази на турската инвазия, 20 – 23 юли 1974 г. и 14 – 19 септември 1974 г., за първи път влизат в реални сражения с агресора в района на Кериня и Никозия, като му нанасят значителни загуби в жива сила и бойна техника. Оттогава до днес Националната гвардия на Кипър е в постоянна бойна готовност и изпълнява задачи по защита на националната сигурност на страната.
Освен чисто военните си задължения ВС участват и в чисто граждански мероприятия – гасене на пожари, оказване на помощ при природни бедствия, кръводаряване и др.
Емблемата на Националната гвардия на Република Кипър представлява двуглав орел, разположен на жълт фон върху щит. На гърдите си орелът има малък щандарт с бял равнораменен кръст върху синьо поле. В горната част на щита има надпис на гръцки език „ΕΘΝΙΚΗ ΦΡΟΥΡΑ“ (НАЦИОНАЛНА ГВАРДИЯ). Двуглавият орел още от древността е бил мистичен символ на елинизма – защитник на Зевс. Като символ на властта е бил използван във Византия и изобразява господството на византийските императори над 2 континента (Азия и Европа). Двете глави са насочени наляво и надясно, което показва, че императорската власт наблюдава и двата континента. Равнораменният кръст, разположен на син фон, изобразява християнският характер на властта.

## Организация и състав

### Национална гвардия
Организационно Националната гвардия е сведена в 3 вида въоръжени сили – Сухопътни войски (СВ), Военновъздушни сили (ВВС) и Военноморски сили (ВМС).

### Сухопътни войски
Според това, каква роля имат в съвременния бой, Сухопътните войски се делят на 2 вида – род войски и служби. Разликата между тях се състои в това, че родовете войски участват пряко в бойните действия, а службите осигуряват воденето на бойните действия. Родовете в СВ са пехота, бронетанкови войски, артилерия, инженерни войски и свързочни войски, а службите са техническа, снабдяване и превоз, бойни материали, медицинска, наборна, финансова, преводачи, музика и информатика.
Национална гвардия на Република Кипър:
- 1-ва Пехотна дивизия (Πρώτη Μεραρχία Πεζικού (Ι ΜΠ)
- 2-ра Пехотна дивизия (Δευτέρα Μεραρχία Πεζικού (ΙΙ ΜΠ)
- 4-та Пехотна бригада (Τετάρτη Ταξιαρχία Πεζικού (ΙV ΤΑΞΠΖ)
- 20-а Бронетанкова бригада (Εικοστή Τεθωρακισμένη Ταξιαρχία (ΧΧ ΤΘΤ)
- 3-та Бригада за поддръжка (Τρίτη Ταξιαρχία Υποστήριξης (ΙΙΙ ΤΑΞΥΠ)
- Артилерийско командване (Διοίκηση Πυροβολικού (ΔΠΒ)
- Флотско командване (Διοίκηση Ναυτικού (ΔΝ)
- Авиационно командване (Διοίκηση Αεροπορίας (ΔΑ)

#### Пехота
Пехотата в състава на Националната гвардия на Кипър е организирана в 2 пехотни дивизии (1 пд, 2 пд), 2 пехотни бригади (4 пбр, 8 пбр) и 1 бригада за поддръжка (3 брп). Пехотата е основният род войски в състава на СВ.

#### Бронетанкови войски
Бронетанковите войски в състава на Националната гвардия на Кипър са организирани в 1 бронетанкова бригада (20 бртбр). Бригадата е на директно подчинение на ГЩ на НГ.
Емблемата на бронетанковите войски (20 брбр) представлява щит с жълто обрамчване. На зелен фон е изобразен стрелящ с лък кентавър, а в краката му е изобразен о. Кипър. В горната част на щита има надпис на гръцки: „ΥΠΟ ΣΚΙΗ“ (На сянка). Девизът е заимстван от Херодот („История“, гл. 226).

#### Артилерия
Артилерията в състава на Националната гвардия на Кипър е организирана в Командване на артилерията. Това решение е наложено от географските дадености на страната (малка територия). Основната организационна единица е артилерийският дивизион. Командването на артилерията има на въоръжение:
- буксируеми 100 мм оръдия;
- буксируеми 105 мм гаубици;
- буксируеми 128 мм РСЗО;
- буксируеми 155 мм оръдия от типа TRF 1

Емблемата на Командването на артилерията представлява щит с черно обрамчване. На черен фон са изобразени 2 кръстосани оръдия и вертикално върху тях ракета. В горната част на щита има надпис на гръцки: „ΙΣΧΥΣ ΔΙΑ ΤΗΣ ΓΝΩΣΕΩΣ“ (Силни чрез знание). Кръстосаните оръдия са символ на полевата артилерия, а ракетата – на зенитната артилерия. Черният цвят е символ на гръцката артилерия още от 1914 г. Емблемата се носи от всички военнослужещи от състава на командването.

#### Военни звания в Националната гвардия на Кипър
| Висши офицери | Висши офицери    | Старши офицери | Старши офицери    | Старши офицери | Младши офицери | Младши офицери   | Младши офицери |
| ------------- | ---------------- | -------------- | ----------------- | -------------- | -------------- | ---------------- | -------------- |
| генерал-майор | бригаден генерал | полковник      | подполковник      | майор          | капитан        | старши лейтенант | лейтенант      |
| υποστράτηγος  | ταξίαρχος        | συνταγματάρχης | αντισυταγματάρχης | ταγματάρχης    | λοχαγός        | υπολοχαγός       | ανθυπολοηαγός  |
| OF-7          | OF-6             | OF-5           | OF-4              | OF-3           | OF-2           | OF-1             | OF-1           |

| младши лейтенант | младши лейтенант (ΟΡ) |
| ανθυπστπιστής    | ανθυπστπιστής         |
| WO-1             | WO-1                  |

| старшина   | старши сержант | сержант | младши сержант | ефрейтор    | редник     |
| αρχιλοχίας | επιλοχίας      | λοχίας  | δεκανέας       | υποδεκανέας | στρατιώτης |
| OR-9       | OR6-8          | OR6-7   | OR-6           | OR-5        | OR-1       |

### Военновъздушни сили
Командване на авиацията
Командването на авиацията на Република Кипър е създадено през декември 1963. През 1964 г. са развърнати 2 дивизиона за аеродрумна защита, 3-ти дивизион за ранно предупреждение и 1 авиоескадрила (6 самолета и 2 вертолета). През 1967 г. е развърнат 4-ти дивизион за ранно преупреждение. Авиоескадрилата е реорганизирана и превъоръжена през 1968 г., като е закупен допълнително 1 транспортен самолет (C-45). Командването на авиацията взема дейно участие в отблъскванто на турската агресия през 1974 г.
Командването на авиацията има на въоръжение:
- вертолети за борба с бронетанкови цели от типа SA – 342L1 GAZELLE;
- системи за ПВО ATLAS и MANPAD;
- система за ПВО SKYGUARD (по стандарта на Кипър „Офелос“);
- оръдия за ПВО OERLIKON.

През 1995 г. е развърнат Център за координация, поиск и спасяване (ЦКПС), който изпълнява задачи по поисково-спасителни работи в зоната на FIR Никозия. ЦКПС разполага със следната спасителна техника:
- 2 самолета тип PC-9 от състава на Националната гвардия;
- 1 самолет тип ISLANDER от състава на Националната гвардия;
- 1 самолет тип ISLANDER от състава на Националната полиция;
- 2 вертолета тип BELL от състава на Националната гвардия;
- 2 вертолета тип BELL от състава на Националната полиция;
- 2 патрулни катера от състава на Националната гвардия;
- 8 патрулни катера от състава на Пристанищния корпус и Бреговата охрана.

Емблемата на Командването на авиацията представлява щит със синьо обрамчване. На бял фон са изобразени 2 сини кръг с общ център, а в центъра – географското изображение на о. Кипър със стъпил върху него орел. В горната част на щита има надпис на гръцки: „ΑΙΕΝ ΥΨΙΚΡΑΤΕΙΝ“ (Винаги владей във висините!).
Сините кръгове на бял фон са международните цветове на кипърската бойна авиация. Орелът символизира сила и господство във въздуха. Емблемата се носи от всички военнослужещи от състава на командването.

### Военноморски сили
Командване на флота
Емблемата на Командването на флота представлява щит с черно обрамчване. На бял фон са изобразени котва, кръст, тризъбец, гръцкото и кипърското знаме. В горната част на щита има надпис на гръцки език „ΔΙΟΙΚΗΣΗ ΝΑΥΤΙΚΟΥ“ (Командване на флота). Котвата и тризъбецът са символи, изконно свързани с морето. Кръстът символизира християнството (религията, изповядана в Кипър). Знамената на Гърция и Кипър символизират неделимата връзка между двете държави. Емблемата се носи от всички военнослужещи от състава на командването.